# Marcgravia flagellaris
Marcgravia flagellaris är en tvåhjärtbladig växtart som först beskrevs av Eduard Friedrich Poeppig och Wittmack, och fick sitt nu gällande namn av Poeppig, Ernest Friedrich Gilg och Werdermann. Marcgravia flagellaris ingår i släktet Marcgravia och familjen Marcgraviaceae. Inga underarter finns listade i Catalogue of Life.